# Wendy Botha
Pour les articles homonymes, voir Botha.
Wendy Botha est une surfeuse australienne puis sud-africaine née le 22 août 1965 à East London. Elle a remporté le World Championship Tour en 1987 pour l'Australie, puis en 1989, 1991 et 1992 pour l'Afrique du Sud.